# فيكتور رودريغيز (مصارع رياضي)
فيكتور رودريغيز (بالإسبانية: Víctor Rodríguez)‏ هو مصارع رياضي مكسيكي، ولد في 22 ديسمبر 1974.

## وصلات خارجية
- فيكتور رودريغيز على موقع قاعدة بيانات المصارعة الدولية (الإنجليزية)
- فيكتور رودريغيز على موقع أوليمبيديا (الإنجليزية)